# Józef Matłosz
Józef Matłosz (ur. 6 marca 1886 w Żarnowej, zm. 14 maja 1955 w Bydgoszczy) – polski dziennikarz, nauczyciel, polityk i działacz społeczny, poseł na Sejm I i III kadencji w II RP z ramienia Związku Ludowo-Narodowego oraz Stronnictwa Narodowego.

## Życiorys[1]
Uczył się w gimnazjum w Strzyżowie, ale ostatecznie ukończył, w 1909 roku, I Gimnazjum w Rzeszowie. Zdał maturę i uzyskał patent nauczycielski w Seminarium Nauczycielskim w Kętach, w 1914 roku. Odbył studia prawnicze na Uniwersytetach we Lwowie i w Krakowie. W tym ostatnim uzyskał w 1916 roku absolutorium. Podczas nauki w gimnazjum uczestniczył w działalności tajnej organizacji „Teka”. Był organizatorem kółek rolniczych w pow. strzyżowskim, w którym to powiecie pełnił funkcję sekretarza zarządu powiatowego. Kierował spółką wywozu trzody chlewnej w Rzeszowie i Strzyżowie. od 1911 pracował w Łańcuckim Banku Ziemskim we Lwowie. Był redaktorem naczelnym pism „Wieniec” i „Pszczółka”. 
Był współorganizatorem Drużyn Bartoszowych. Na krótko przed wybuchem I wojny światowej był więziony przez 6 tygodni w Białej. Podczas wojny był żołnierzem II Brygady Legionów Polskich. W 1915 roku odbył 7-tygodniową służbę w armii austro-węgierskiej, po której został zwolniony jako nauczyciel.
Po odzyskaniu niepodległości, w czasie wojny polsko-bolszewickiej był członkiem Komitetu Obrony Państwa. Był członkiem Rady Naczelnej i Zarządu Głównego Związku Ludowo-Narodowego oraz przewodniczącym tegoż na województwo kieleckie. Od 1920 redaktor naczelny „Ojczyzny” we Lwowie. W 1922 uzyskał mandat z list Chrześcijańskiego Związku Jedności Narodowej w okręgu wyborczym nr 42 (Kraków). Pracował w komisjach: administracyjnej, odbudowy kraju, prawniczej oraz w rolnej. W latach 1924-26 zajmował się dziennikarstwem w Toruniu. W 1927 zamieszkał w Pelplinie, gdzie był redaktorem „Gońca Pomorskiego”, „Dziennika Starogardzkiego” i „Pielgrzyma”. Był członkiem Zarządu Syndykatu Dziennikarzy Polskich. Udzielał się jako referent oświatowy w Towarzystwie Gimnastycznym „Sokół” i w Towarzystwie Śpiewaczym św. Cecylii na Kociewiu. Angażował się w działalność Stronnictwa Narodowego na Pomorzu, gdzie był członkiem zarządu okręgowego. W 1930 zdobył mandat z listy nr 4 w okręgu wyborczym nr 29 (Tczew). Po wybuchu II wojny światowej zagrożony aresztowaniem przez Niemców, 2 września opuścił Pelplin i po nieudanych próbach przedostania się do Warszawy, wyjechał do województwa lubelskiego, gdzie był pełnomocnikiem Rady Głównej Opiekuńczej na powiat chełmski. 
Po wojnie krótko kierował domem wychowawczym dla młodzieży na Górnym Śląsku. Po przejściu na emeryturę był starszym woźnym w Wojewódzkim Urzędzie Zdrowia w Bydgoszczy. Honorowy obywatel miasta Olkusza.

## Rodzina

Poseł Józef Matłosz

Był synem rolnika Jana i  Klary Marii z Gorzeńskich Matłoszów. Miał jedenaścioro rodzeństwa. Był żonaty ze Stanisławą z Podgórskich, z którą miał trzech synów i dwie córki.